# Champawat
Champawat è una suddivisione dell'India, classificata come nagar panchayat, di 3.958 abitanti, capoluogo del distretto di Champawat, nello stato federato dell'Uttarakhand. In base al numero di abitanti la città rientra nella classe VI (meno di 5.000 persone).

## Geografia fisica
La città è situata a 29° 19' 60 N e 80° 5' 60 E e ha un'altitudine di 1.609 m s.l.m..

## Società

### Evoluzione demografica
Al censimento del 2001 la popolazione di Champawat assommava a 3.958 persone, delle quali 2.273 maschi e 1.685 femmine. I bambini di età inferiore o uguale ai sei anni assommavano a 559, dei quali 307 maschi e 252 femmine. Infine, coloro che erano in grado di saper almeno leggere e scrivere erano 2.908, dei quali 1.778 maschi e 1.130 femmine.

## Eventi storici
La città di Champawat è famosa per essere stato il luogo dove, nel 1907, Jim Corbett uccise la Tigre di Champawat, una tigre del bengala mangiatrice di uomini responsabile per la morte di approssimativamente 430 persone in Nepal e in India.